# NTFS
NTFS eller New Technology File System er standardfilsystemet i Windows NT og dets efterfølgere Windows 2000, Windows XP, Windows Server 2003, Windows Vista, Windows Server 2008, Windows 7, Windows 8, Windows 8.1 og Windows 10. Windows 95, 98, 98SE og Me kan ikke umiddelbart læse NTFS-filsystemer, dog findes der tredjepartsprogrammer til at løse problemet.
NTFS erstattede Microsofts daværende FAT-filsystem som blev brugt i MS-DOS og tidligere versioner af Windows. NTFS har flere forbedringer i forhold til FAT, såsom understøttelse af metadata og brug af avancerede datastrukturer for at forbedre ydelse, driftsikkerhed og udnyttelse af diskplads. Dets største minus er dets understøttelse eller mangel på samme af andre styresystemer end Microsofts, siden det er en forretningshemmelighed fra Microsoft.
NTFS har fem versioner: 1.0, 1.1 og 1.2 fundet i NT 3.51 og NT 4, 3.0 fundet i Windows 2000 og 3.1 fundet i Windows XP og Windows Server 2003 og nyere. Disse versioner er af og til henvist som 4.0, 5.0 og 5.1 efter versionen af Windows de er udgivet sammen med. Nyere versioner har yderligere funktioner; Windows 2000 introducerede kvoter.
Referenceimplementeringen af NTFS findes i Windows, men der er også andre implementeringer. Eksempelvis er der udviklet en open source FUSE-driver (userspace) til Linux, der både kan læse og skrive til NTFS-partitioner. Dermed er det muligt at udveksle data mellem Linux og Windows i et dual boot-miljø.
| Operativsystem | Spire Denne artikel relateret til styresystemer er en spire som bør udbygges. Du er velkommen til at hjælpe Wikipedia ved at udvide den. |